# Livre chypriote
Pour les articles homonymes, voir Livre et CYP.
La livre chypriote (code ISO 4217 : CYP ; abréviation usuelle £ ; en grec Κυπριακή λίρα (kypriakí líra) ou en forme courte Λίρα (líra), au pluriel Λίρες (líres) ; en turc Kıbrıs Lirası) fut la devise officielle de la colonie britannique de Chypre puis de la république de Chypre jusqu'à fin 2007. Elle a été remplacée par l'euro le 1er janvier 2008.

## Taux de conversion
Lors du passage à l'euro, le taux était fixe et de 1 € = 0,585274 CYP.

## Historique
La livre chypriote a été introduite après la transformation de l'île de Chypre en protectorat par les Britanniques en 1883, en accord avec l'Empire ottoman. Cette monnaie était à parité avec la livre sterling, subdivisée en 20 shillings (σελίνι / σελίνια, şilin). Cependant, le shilling était divisé en 9 piastres (γρόσι / γρόσια, kuruş), établissant ainsi un lien avec la monnaie précédente, la livre ottomane qui était divisée en 100 kuruş. La livre chypriote était donc divisée en 180 piastres de 40 paras. Chypre passe totalement sous le contrôle britannique après 1914.
En 1955, après la période d'inflation qui suivit la Seconde Guerre mondiale, l'administration coloniale britannique a revu le système monétaire chypriote en mettant en place un système décimal. En effet, la livre chypriote a été divisée en 1000 mils, la pièce de 50 mils étant appelée « shilling » et celle de 5 mils « piastre ». 
Après l'indépendance de Chypre le 16 août 1960 - qui est devenue une république - de nouveaux billets furent émis en 1961. Leur dénomination était de 250 mils, 500 mils, 1 et 5 livres. De même, de nouvelles pièces furent introduites en 1963. La Banque centrale de Chypre avait le droit exclusif d'impression des billets et de frappe des pièces. Pour tenir compte de l'inflation, un billet de 10 livres fut introduit en 1977. 
Après la partition de Chypre en 1975, dans la zone nord contrôlée par la Turquie, seule la livre turque a cours légal.
En octobre 1983, un nouveau système décimal fut mis en place avec le remplacement des mils par des cents (σεντ, sent), 1 livre valant 100 cents. Les pièces en mils furent retirées de la circulation et n'eurent plus cours légal. Le billet de 250 mils fut retiré alors que celui de 500 mils fut remplacé par un billet de 50 cents. À la suite de la dévaluation progressive de la monnaie, un billet de 20 livres fut mis en circulation en 1992. La dernière série de billets en livres fut introduite en 1997 avec des dénominations de 1, 5, 10 et 20 livres.
Le 29 avril 2005, la livre chypriote a intégré le mécanisme de taux de change européen, dit MCE II, afin que Chypre puisse rejoindre, en 2008, l'euro. À la demande des autorités chypriotes, les ministres de la zone euro de l'Union européenne, le président de la Banque centrale européenne et les ministres et les gouverneurs des banques centrales du Danemark, d'Estonie, de Lituanie, de Slovénie et de Chypre ont décidé d'un commun accord d'inclure la livre chypriote dans le MCE II. Le cours pivot de la livre chypriote a été fixé à 1 € = 0,585274 CYP. Le flottement autorisé est de plus ou moins 15 % autour de ce taux. Dès le 2 mai 2005 (ouverture des marchés financiers), ce taux est entré en vigueur.
Le 1er janvier 2008, la livre chypriote est remplacée par l'euro et rapidement retirée de la circulation. Depuis le 31 décembre 2009, les anciennes pièces ne sont plus échangeables ; en revanche, les anciens billets restèrent échangeables jusqu'au 31 décembre 2017.

## Les pièces de monnaie chypriotes

### Séries de 1879 à 1949
- pièces en bronze de 1/4, 1/2 et 1 piastre
- pièces en cupronickel de 1/2 et 1 piastre (1934-1938)
- pièces de 3, 4½, 9 piastres en argent
- pièces en cupronickel de 1 shilling (1947-1949)
- pièces en argent de 18 piastres
- pièce en cupronickel de 2 shillings (1947-1949)
- pièce en argent de 45 piastres (1928)

### La série de 1955 (Élisabeth II)
- les pièces de 3 mils et 5 mils en bronze
- les pièces de 25 mils, 50 mils et 100 mils en cupro-nickel

### La série de 1963 (République chypriote)
- la pièce de 1 mil en aluminium
- la pièce de 5 mils en bronze

Les pièces de 25, 50 et 100 mils en cupro-nickel

### Les pièces depuis la réforme de 1983
- (en) Description des pièces
- 1 cent (1 Σεντ, 1 sent)
- 2 cents (2 Σεντ, 2 sent)
- 5 cents (5 Σεντ, 5 sent)
- 10 cents (10 Σεντ, 10 sent)
- 20 cents (20 Σεντ, 20 sent)
- 50 cents (50 Σεντ, 50 sent)

## Les billets de banque chypriotes

### La série de 1964
Cette série est très similaire à celle de 1961 : les différences se situent essentiellement au niveau des couleurs et de la typographie.

### La série de 1997
- (en) Description des quatre billets
- £1 (Μία Λίρα Κύπρου, Bir Kıbrıs Lirası) - (brun)
- £5 (Πέντε Λίρες Κύπρου, Beş Kıbrıs Lirası) - (pourpre)
- £10 (Δέκα Λίρες Κύπρου, On Kıbrıs Lirası) - (vert)
- £20 (Είκοσι Λίρες Κύπρου, Yirmi Kıbrıs Lirası) - (bleu)

Les billets de £1, £5, £10 furent mis en circulation le 6 mai 1997 alors que la coupure de £20 le fut le 4 mars 1998.